# Angel Heart (álbum de Jimmy Webb)
| Críticas profissionais | Críticas profissionais |
| Avaliações da crítica  | Avaliações da crítica  |
| Fonte                  | Avaliação              |
| ---------------------- | ---------------------- |
| Allmusic               | [ 1 ]                  |

Angel Heart é o sétimo álbum do cantor e compositor norte-americano Jimmy Webb, lançado em abril de 1982 pela Real West Production.

## Faixas
| N.º            | Título              | Compositor(es)             | Duração |  |
| 1.             | "Angel Heart"       | Jimmy Webb                 | 3:24    |  |
| 2.             | "God's Gift"        | Jimmy Webb                 | 3:52    |  |
| 3.             | "One of the Few"    | John Cooper / Roger Waters | 4:30    |  |
| 4.             | "Scissors Cut"      | Jimmy Webb                 | 4:44    |  |
| 5.             | "Work for a Dollar" | Jimmy Webb                 | 5:34    |  |
| 6.             | "His World"         | Jimmy Webb                 | 4:37    |  |
| 7.             | "Our Movie"         | Jimmy Webb                 | 3:53    |  |
| 8.             | "Nasty Love"        | Jimmy Webb                 | 4:29    |  |
| 9.             | "In Cars"           | Jimmy Webb                 | 3:33    |  |
| 10.            | "Old Wing Mouth"    | Jimmy Webb                 | 3:49    |  |
| Duração total: | Duração total:      | Duração total:             | 42:05   |  |